# Jasan u Starého Dvora
Jasan u Starého Dvora je památný strom ve vesnici Starý Dvůr u Kouta na Šumavě. Jasan ztepilý (Fraxinus excelsior L.) je solitér rostoucí na začátku vesnice před budovou zemědělské usedlosti. Výška stromu dosahuje 17 m, obvod kmene je 534 cm (měřeno 2009). Zdravotní stav je dobrý, v roce 2010 byl proveden zdravotní řez.
Jasan je chráněn od 5. února 2010 jako krajinná dominanta, významný stářím a vzrůstem, významný krajinný prvek.

## Stromy v okolí
- Bílkovský dub
- Bílkovský javor
- Duby nad rybníkem Bílka
- Dub nad Spáleným rybníkem
- Dub u Váchalovského mlýna †
- Duby v Pekle
- Lípa u Krysálů
- Lípa za Bečvárnou †
- Dub v třešnové rovci
- Starodvorské duby
- U Čtyřech lip
- Zámecká lípa